# Captación electrónica de noticias
La captación electrónica de noticias es el equipo que sale a captar noticias fuera de los platós con el objetivo de nutrir de informaciones a los programas informativos.  Este se compone generalmente por un camarógrafo, un operador de sonido y un periodista. El periodista es el que organiza el equipo y redacta la noticia para su posterior edición dentro del informativo, el camarógrafo se encarga de obtener imágenes de calidad para acompañar esa información y la función del operador de audio consiste en captar el sonido de forma correcta. La captación electrónica de noticias también recibe el nombre de periodismo electrónico, aunque está más extendido el uso del término inglés ENG (Electronic News Gathering).

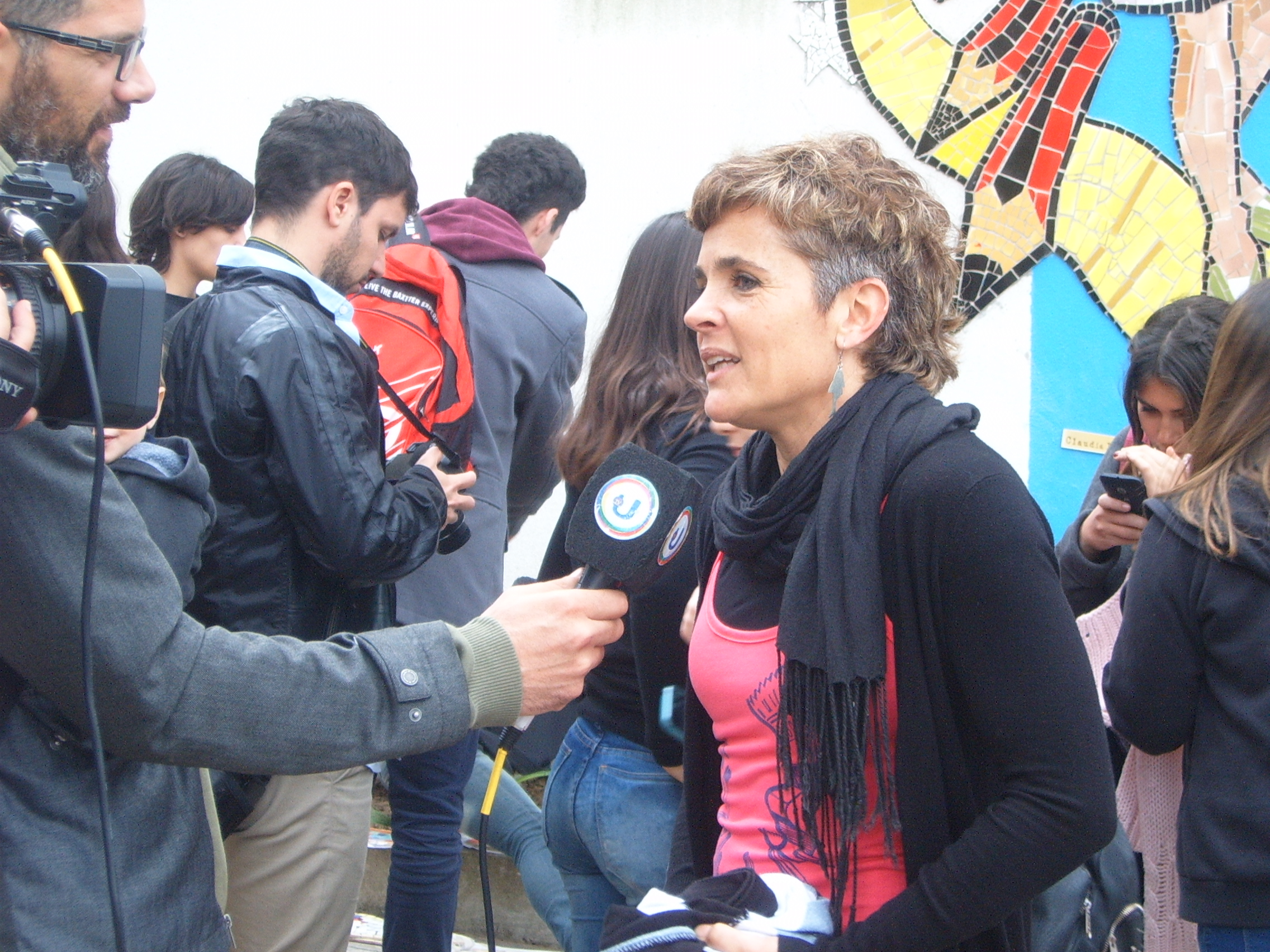
Captación electrónica de noticias.

## Características
Las características principales de los sistemas utilizados para la captación electrónica de noticias o ENG son su portabilidad y su gran adaptabilidad para cargar con ellas en el hombro. De esta manera, este sistema tiene una mayor autonomía en el momento de filmar ya que no depende directamente de una unidad de control de cámara, sino que es el camarógrafo el que decide los encuadres, enfoques, filtros, etc. Otra de sus características principales y clave de su éxito es que logran un gran resultado con un personal muy escaso. En cuanto a los rasgos técnicos, las más destacadas son: sistema de captación triple con tres canales de señal RGB, óptica de gran diámetro y luminosidad, aros de foco y zum manual, balance de blancos y negros, micrófono delantero y conexiones para micrófonos externos, conectores para la salida de video analógico y digital y alimentación por baterías recargables o alimentación externa.

## Usos
En un principio, el origen de la captación electrónica de noticias o ENG estaba en los reporteros que recogían noticias para la televisión con formato de video. Aunque esta es la finalidad por la que se diseñaron, su uso se ha extendido y estas cámaras se usan como cámara de video profesional para cualquier utilidad como la cobertura de eventos, programas de televisión o grabación de entrevistas. Esta expansión a otros sectores se ha hecho tan popular debido a la sencillez de funcionamiento, ya que solo se necesita un operador de cámara y un equipo básico para obtener buenos resultados.

## Historia
En el inicio de la televisión solo se emitían piezas en el estudio y en directo debido a la ausencia de medios de grabación y reproducción y la inexistencia de material que se pudiese enviar a los exteriores para captar información y posteriormente emitirlos. Fue con la aparición del magnetoscopio cuando se empezaron a grabar e introducir en programas elementos del exterior. El concepto ENG se origina cuando es posible contar con una cámara de video y un magnetoscopio portátil que permite realizar grabaciones en exteriores de forma autónoma. Este sistema se empieza a extender cuando en 1969 SONY comienza a comercializar el sistema Umatic, que permite llevar un pequeño magnetoscopio unido por cable a una cámara portátil de tubos, lo que posibilitó eliminar los complicados y lentos procesos para obtener imágenes que se tenían que realizar con sistemas anteriores. De esta manera, los brutos grabados en el magnetoscopio portátil se montaban directamente en el centro, obteniéndose la noticia en un tiempo mucho menor.
La captación electrónica de noticias evolucionó con el desarrollo de un sistema formado por cámara de video portátil y un magnetoscopio incorporado a la cámara y conectado a esta a través de adaptadores mecánicos y electrónicos. Después, se empezaron a comercializar equipos formados por una cámara y un magnetoscopio integrados en una solo pieza con la llegada del Betacam SP. El siguiente paso en ENG fue el desarrollo de un sistema formado por cámara de vídeo portátil y magnetoscopio adosado a la trasera de la cámara y conectado a la misma mediante adaptadores mecánicos y electrónicos. Finalmente, con la aparición del formato Betacam SP, se comercializaron equipos de ENG formados por cámara y magnetoscopio integrados en una sola pieza inseparable.
La aparición de enlaces móviles por satélite a comienzos del siglo XXI que facilitan la conexión en directo con el centro emisor dio lugar a equipos de ENG dotados con enlaces satelitales que se denominan DSNG, del inglés Digital Satellite News Gathering (Captación Digital de Noticias por Satélite). En la segunda década del del siglo XXI, con el desarrollo de la telefonía móvil y las tecnologías 3G, 4G y 5G se desarrollaron sistemas de conexión directa de audio y vídeo que permiten la conexión con el centro emisor y la entrada en directo los diferentes programas que se desarrollen con una mayor sencillez técnica y de gestión así como con un coste mucho más económico.